# Castillo de Berlanga de Duero
Castillo de Berlanga de Duero er en borg, der ligger i den spanske by Berlanga de Duero i provinsen Soria i Castilien og Leon. Opførelsen af borgen blev påbegyndt i 1000-tallet, hvor muslimerne brugte fæstningen og byggede på den i 1100-tallet under Al-Andalus. Efter Kastilien blev generobret af de kristne i midten af 1200-tallet blev borgen yderligere udvidet med en ringmur. I 1500-tallet blev der bygget et palads til hertugen af Frías inden for murene.

## Historie
Der er fundet spor efter menneskelig aktivitet på stedet tilbage til overgangen mellem sten- og bronzealderen, og arkæologiske udgravninger har vist at der fandtes en bebyggelse i romersk tid.
Stedet kendes dog først under navnet Berlanga fra 900-tallet, hvor det formentlig var en bebyggelse som kun rummede fortifikationer af mindre betydning, beliggende i det omstridte grænseland mellem de kristne og de mauriske riger på den iberiske halvø. Berlanga var i maurisk besiddelse indtil 1060, hvor Ferdinand I, konge af León og Castillen, erobrede byen sammen med en række andre mindre byer som led i fjendtligheder med det mauriske Zaragoza - og på højere plan som led i Reconquista; den kristne generobring af den iberiske halvø.
I 1000- og 1100-tallet blev de erobrede områder mellem Duero- og Tajo-floden befolket af kristne under navnet Extremadura Castellana, og bosætterne nød godt af særlige love og privilegier. Berlanga fik stigende betydning, og over 30 landsbyer indgik i oplandet.
I slutningen af 1200-tallet svækkedes kongemagten, og Aragon og Frankrig støttede Alfonso de la Cerdas krav på tronen i León og Castillen, og mange af stridighederne i perioden fandt sted ved Berlanga som lå i grænseregionen og på vejen til Aragon. I 1300-tallet gik Berlanga i arv til den castillanske konges uægte datter Leonor Téllez de Castilla som giftede sig med den castillanske admiral Juan Fernández de Tovar, og fra 1380 var Berlanga således i Tovar-slægtens besiddelse, hvilket den forblev indtil 1800-tallet.
I 1482 blev udbygningen af borgen til dens største omfang planlagt, og fra 1522 gik arbejdet for alvor i gang med et nyt palads, haver og springvand og ikke mindst nye befæstninger som skulle kunne modstå kanonild, og som omsluttede hele den middelalderlige borg. Samtidig blev hele 10 middelalderlige kirker revet ned til fordel for det omfattende nye kirke- og klosterkompleks Colegiata de Santa María del Mercado.
Fra 1600-tallet gik borganlægget i forfald, og en brand i 1660 med efterfølgende plyndringer af byggematerialer førte til, at anlægget i slutningen af 1700-tallet stort set kun omfattede et skelet af stenbygninger. Kirken, paladset og de fleste fornemme huse i byen blev endvidere plyndret og brændt af franske tropper under Napoleonskrigene. Først i begyndelsen af 2000-tallet blev en omfattende restaurering påbegyndt, efter at bygningskomplekset blev købt af kommunen.